# Bigg Boss
Pour l’article ayant un titre homophone, voir Big boss.
Bigg Boss est une franchise de télé-réalité indienne produite par Endemol Shine Group India via Viacom 18 et Colors, diffusée en Inde, puis syndiquée au niveau international et disponible en ligne au format VOD via des plateformes OTT. Il y a eu 7 versions de l'émission dans 7 langues différentes parlées dans le sous-continent indien. Le premier spectacle de la franchise était Bigg Boss en hindi, qui a fait ses débuts en 2006. La franchise a étendu sa présence en kannada, en bengali, en tamoul, en télougou, en marathi et en malayalam à partir de 2018.
Bien que l'émission soit une version célébrités de Big Brother, le grand public a été auditionné pour être présent dans les dernières saisons des versions hindi, kannada et télougou.
L'émission peut être comparée à Promi Big Brother, Grande Fratello VIP ou encore Celebrity Big Brother UK.

## Principe
Dans l’émission, des candidats appelés "colocataires" vivent ensemble dans une maison spécialement construite, isolée du monde extérieur. Les colocataires sont éliminés (généralement sur une base hebdomadaire) jusqu'à ce qu'il n'en reste plus qu'un qui remporte le prix (une somme d’argeny). Pendant leur séjour à la maison, les candidats sont surveillés en permanence par des caméras de télévision en direct ainsi que par des microphones audio personnels.
Légende :
- Vainqueur
- Deuxième place
- Troisième place
- Finaliste(s)
- En compétition
- Éliminé(e)
- Retour
- Abandon
- Exclusion
- Arrivé plus tard
- Invité(e)

## Bigg Boss Hindi (2006- )
| Saison    | Présentateur principal  | Date de lancement | Date de la finale | Nombre de jours | Nombre de candidats | Audience moyenne | Audience moyenne | Audience moyenne | Vainqueur                        |
| Saison    | Présentateur principal  | Date de lancement | Date de la finale | Nombre de jours | Nombre de candidats | Lancement        | Finale           | Moyenne          | Vainqueur                        |
| --------- | ----------------------- | ----------------- | ----------------- | --------------- | ------------------- | ---------------- | ---------------- | ---------------- | -------------------------------- |
| 1         | Arshad Warsi            | 3 novembre 2006   | 26 janvier 2007   | 86              | 15                  | 2.36             | 3.57             | 2.72             | Rahul Roy                        |
| 2         | Shilpa Shetty           | 17 août 2008      | 22 novembre 2008  | 98              | 15                  | 2.42             | 3.49             | 2.89             | Ashutosh Kaushik                 |
| 3         | Amitabh Bachchan        | 4 octobre 2009    | 26 décembre 2009  | 84              | 15                  | 1.96             | 3.48             | 2.83             | Vindu Dara Singh                 |
| 4         | Salman Khan             | 3 octobre 2010    | 8 janvier 2011    | 96              | 16                  | 5.10             | 6.90             | 4.95             | Shweta Tiwari                    |
| 5         | Salman Khan Sanjay Dutt | 2 octobre 2011    | 7 janvier 2012    | 98              | 18                  | 5.02             | 5.37             | 4.19             | Juhi Parmar                      |
| 6         | Salman Khan             | 7 octobre 2012    | 12 janvier 2013   | 97              | 19                  | 5.01             | 5.41             | 3.81             | Urvashi Dholakia                 |
| 7         | Salman Khan             | 15 septembre 2013 | 28 décembre 2013  | 105             | 20                  | 5.75             | 6.30             | 4.40             | Gauahar Khan                     |
| 8         | Salman Khan             | 21 septembre 2014 | 3 janvier 2015    | 105             | 19                  | 5.65             | 6.14             | 3.77             | Sera déclaré(e) durant Halla Bol |
| Halla Bol | Farah Khan              | 3 janvier 2015    | 31 janvier 2015   | 28              | 10                  | 3.74             | 3.42             | 3.28             | Gautam Gulati                    |
| 9         | Salman Khan             | 11 octobre 2015   | 23 janvier 2016   | 105             | 20                  | 4.08             | 3.97             | 2.90             | Prince Narula                    |
| 10        | Salman Khan             | 16 octobre 2016   | 28 janvier 2017   | 105             | 18                  | 5.02             | 5.75             | 3.54             | Manveer Gurjar                   |
| 11        | Salman Khan             | 1er octobre 2017  | 14 janvier 2018   | 105             | 19                  | 6.35             | 8.93             | 7.64             | Shilpa Shinde                    |
| 12        | Salman Khan             | 16 septembre 2018 | 30 décembre 2018  | 105             | 20                  | 5.08             | 4.89             | 4.99             | Dipika Kakar                     |
| 13        | Salman Khan             | 29 septembre 2019 | 15 février 2020   | 140             | 21                  | 7.59             | 8.20             | 8.00             | Siddharth Shukla                 |
| 14        | Salman Khan             | 3 octobre 2020    | 21 février 2021   | 143             | 23                  |                  |                  |                  | Rubina Dilaik                    |
| OTT       | Karan Johar             | 8 août 2021       | 18 septembre 2021 | 42              | 14                  | /                | /                | /                | Divya Agarwal                    |
| 15        | Salman Khan             | 2 octobre 2021    |                   |                 |                     |                  |                  |                  |                                  |

- Meilleur audience.
- Moins bonne audience.

### Saison 1 (2006-07)
| Colocataire     | Occupation                                            | Entrée jour | Sortie jour | Résultat  |
| --------------- | ----------------------------------------------------- | ----------- | ----------- | --------- |
| Rahul Roy       | Acteur                                                | 1           | 86          | Vainqueur |
| Carol Gracias   | Top model                                             | 1           | 86          | Deuxième  |
| Ravi Kishan     | Acteur                                                | 1           | 86          | Troisième |
| Rakhi Sawant    | Personnalité de télévision                            | 44          | 84          | Éliminée  |
| Rakhi Sawant    | Personnalité de télévision                            | 1           | 30          | Éliminée  |
| Amit Sadh       | Acteur                                                | 1           | 79          | Éliminé   |
| Rupali Ganguly  | Actrice                                               | 1           | 72          | Éliminée  |
| Baba Sehgal     | Rappeur                                               | 48          | 65          | Éliminé   |
| Ragini Shetty   | Non célèbre                                           | 1           | 58          | Éliminée  |
| Deepak Tijori   | Acteur, réalisateur, scénariste, producteur de cinéma | 14          | 51          | Éliminé   |
| Anupama Verma   | Mannequin                                             | 1           | 44          | Éliminée  |
| Aryan Vaid      | Mannequin                                             | 1           | 37          | Éliminé   |
| Kashmira Shah   | Mannequin et actrice                                  | 1           | 23          | Éliminée  |
| Deepak Parashar | Acteur                                                | 1           | 16          | Éliminé   |
| Bobby Darling   | Actrice transgenre                                    | 1           | 9           | Éliminée  |
| Salil Ankola    | Acteur et ancien joueur de cricket international      | 1           | 8           | Exclu     |

### Saison 2 (2008)
La saison 2 est diffusée du 17 août 2008 au 22 novembre 2008.
L'animatrice Shilpa Shetty a remporté la 5e saison de Celebrity Big Brother UK en janvier 2007, avec Jade Goody comme candidate également. Celle-ci est candidate de cette deuxième saison de Bigg Boss.
| Colocataire      | Occupation                                    | Entrée jour | Sortie jour | Résultat  |
| ---------------- | --------------------------------------------- | ----------- | ----------- | --------- |
| Ashutosh Kaushik | Acteur                                        | 1           | 98          | Vainqueur |
| Raja Chaudhary   | Acteur et ex époux de Shweta Tiwari           | 1           | 98          | Deuxième  |
| Zulfi Syed       | Mannequin                                     | 1           | 98          | Troisième |
| Rahul Mahajan    | Artiste et ancien pilote                      | 1           | 93          | Exclu     |
| Monica Bedi      | Actrice                                       | 52          | 90          | Éliminée  |
| Monica Bedi      | Actrice                                       | 1           | 20          | Éliminée  |
| Diana Hayden     | Miss Monde 1997, actrice et mannequin         | 30          | 83          | Éliminée  |
| Debojit Saha     | Chanteur de playback                          | 1           | 69          | Éliminé   |
| Ahsaan Qureshi   | Comédien de stand-up                          | 1           | 62          | Éliminée  |
| Payal Rohatgi    | Actrice                                       | 1           | 55          | Éliminée  |
| Sambhavana Seth  | Actrice, danseuse et animatrice de télévision | 1           | 48          | Éliminée  |
| Elina Wadiwala   | Mannequin                                     | 1           | 34          | Éliminée  |
| Ketaki Dave      | Actrice                                       | 1           | 27          | Éliminée  |
| Rakhee Tandon    | Actrice                                       | 1           | 13          | Éliminée  |
| Sanjay Nirupam   | Politicien membre du Congrès national indien  | 1           | 6           | Éliminée  |
| Jade Goody       | Personnalité de télévision anglaise           | 1           | 2           | Abandon   |

### Saison 3 (2009)
La saison 3 est diffusée du 4 octobre 2009 au 29 décembre 2009.
| Colocataire        | Occupation                                                 | Entrée jour | Sortie jour | Résultat  |
| ------------------ | ---------------------------------------------------------- | ----------- | ----------- | --------- |
| Vindu Dara Singh   | Acteur et fils de Dara Singh                               | 1           | 84          | Vainqueur |
| Pravesh Rana       | Non célèbre                                                | 34          | 84          | Deuxième  |
| Poonam Dhillon     | Actrice                                                    | 1           | 84          | Troisième |
| Bhakhtyar Irani    | Acteur                                                     | 1           | 79          | Abandon   |
| Aditi Govitrikar   | Mannequin                                                  | 1           | 76          | Éliminée  |
| Claudia Ciesla     | Mannequin allemande                                        | 1           | 69          | Éliminée  |
| Kamaal Rashid Khan | Non célèbre                                                | 68          | 68          | Exclu     |
| Kamaal Rashid Khan | Non célèbre                                                | 47          | 68          | Invité    |
| Kamaal Rashid Khan | Non célèbre                                                | 1           | 19          | Exclu     |
| Raju Srivastav     | Comique                                                    | 1           | 62          | Éliminé   |
| Rohit Verma        | Costumier de cinéma                                        | 1           | 55          | Éliminé   |
| Vinod Kambli       | Joueur de cricket                                          | 34          | 48          | Éliminé   |
| Shamita Shetty     | Actrice dont Mohabbatein et sœur de Shilpa Shetty          | 1           | 42          | Abandon   |
| Tannaz Irani       | Actrice                                                    | 1           | 41          | Éliminée  |
| Ismail Darbar      | Compositeur de musique dont pour Devdas                    | 1           | 34          | Éliminé   |
| Sherlyn Chopra     | Mannequin, actrice, première indienne à poser pour Playboy | 1           | 27          | Éliminée  |
| Jaya Sawant        | Non célèbre                                                | 1           | 6           | Éliminée  |

### Saison 4 (2010-11)
La saison 4 a été diffusée du 3 octobre 2010 au 8 janvier 2011.
L'actrice et mannequin canado-américaine Pamela Anderson a été invitée durant quelques jours.
| Colocataire          | Occupation                                                             | Entrée jour | Sortie jour | Résultat  |
| -------------------- | ---------------------------------------------------------------------- | ----------- | ----------- | --------- |
| Shweta Tiwari        | Actrice et mannequin, ex femme de Raja Chaudhary                       | 1           | 96          | Vainqueur |
| Dalip Singh Rana     | Catcheur « The Great Khali » et acteur indo-américain                  | 13          | 96          | Deuxième  |
| Ashmit Patel         | Acteur bollywoodien et frère de Ameesha Patel                          | 1           | 96          | Troisième |
| Dolly Bindra         | Actrice                                                                | 56          | 96          | Quatrième |
| Dolly Bindra         | Actrice                                                                | 21          | 45          | Exclue    |
| Samir Soni           | Acteur dont Vivah                                                      | 49          | 90          | Éliminé   |
| Samir Soni           | Acteur dont Vivah                                                      | 1           | 45          | Exclu     |
| Veena Malik          | Actrice, chanteuse, humoriste et animatrice de télévision pakistanaise | 1           | 83          | Éliminée  |
| Seema Parihar        | Politicienne membre du Samajwadi Party                                 | 1           | 76          | Éliminé   |
| Sara Khan            | Actrice de télévision                                                  | 1           | 69          | Éliminée  |
| Manoj Tiwari         | Acteur et politicien                                                   | 1           | 62          | Éliminé   |
| Hrishant Goswami     | Mannequin                                                              | 1           | 55          | Éliminé   |
| Pamela Anderson      | Actrice et mannequin canado-américaine                                 | 50          | 53          | Invitée   |
| Aanchal Kumar        | Mannequin                                                              | 1           | 41          | Éliminé   |
| Ali Merchant         | Acteur et DJ                                                           | 30          | 41          | Invité    |
| Rahul Bhatt          | Acteur, fils de Mahesh Bhatt Et frère Alia Bhatt                       | 1           | 34          | Éliminé   |
| Ali « Begum » Saleem | Animateur de télévision pakistanais                                    | 1           | 20          | Éliminé   |
| Sakshi Pradhan       | Vedette de télévision                                                  | 1           | 13          | Éliminée  |
| Abbas Kazmi          | Avocat dont du terroriste Ajmal Kasab                                  | 1           | 6           | Éliminé   |
| Devinder Singh       | Criminel dont le film Oye Lucky! Lucky Oye! est adapté                 | 1           | 2           | Exclu     |

### Saison 5 (2011-12)

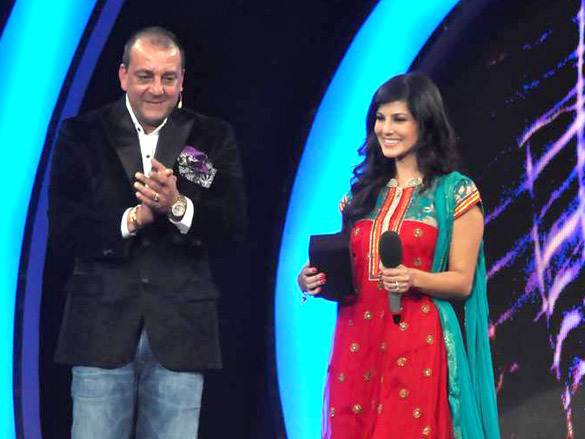
L'animateur Sanjay Dutt et Sunny Leone, après son élimination.

La saison 12 a été diffusée du 2 octobre 2011 au 12 janvier 2012.
| Colocataire            | Occupation                                                  | Entrée jour | Sortie jour | Résultat  |
| ---------------------- | ----------------------------------------------------------- | ----------- | ----------- | --------- |
| Juhi Parmar            | Actrice                                                     | 1           | 98          | Vainqueur |
| Mahek Chahal           | Actrice dont Wanted                                         | 85          | 98          | Deuxième  |
| Mahek Chahal           | Actrice dont Wanted                                         | 1           | 70          | Éliminée  |
| Siddharth Bhardwaj     | Vedette de télévision                                       | 15          | 98          | Troisième |
| Akashdeep Saigal       | Acteur de télévision                                        | 23          | 98          | Quatrième |
| Amar Upadhyay          | Acteur de télévision                                        | 8           | 98          | Cinquième |
| Sunny Leone            | Femme d'affaires canado-américaine                          | 49          | 91          | Éliminée  |
| Andrew Symonds         | Joueur de cricket australien                                | 67          | 78          | Invité    |
| Pooja Misrra           | Vedette de télévision                                       | 1           | 78          | Exclue    |
| Shonali Nagrani        | 1re Dauphine de Miss Inde 2003                              | 1           | 77          | Éliminée  |
| Shraddha Sharma        | Actrice de télévision                                       | 1           | 63          | Éliminée  |
| Pooja Bedi             | Personnalité de télévision                                  | 1           | 56          | Éliminée  |
| Vida Samadzai          | Miss Afghanistan 2003 et actrice afghano-américaine         | 1           | 49          | Éliminée  |
| Laxmi Narayan Tripathi | Militante transgenre, actrice et danseuse de bharata natyam | 1           | 41          | Éliminée  |
| Swami Agnivesh         | Personnalité politique                                      | 38          | 41          | Invité    |
| Mandeep Bevli          | Présentatrice de télévision                                 | 1           | 35          | Éliminée  |
| Shakti Kapoor          | Acteur                                                      | 1           | 28          | Éliminé   |
| Raageshwari Loomba     | Chanteuse                                                   | 1           | 21          | Éliminée  |
| Gulabo Sapera          | Danseuse                                                    | 1           | 14          | Éliminée  |
| Sonika Kaliraman       | Lutteuse                                                    | 1           | 8           | Abandon   |
| Nihita Biswas          | Femme de Charles Sobhraj                                    | 1           | 7           | Éliminée  |

### Saison 6 (2012-13)
La saison 6 a été diffusée du 7 octobre 2012 au 12 janvier 2013.
| Colocataire        | Occupation                                                 | Entrée jour | Sortie jour | Résultat  |
| ------------------ | ---------------------------------------------------------- | ----------- | ----------- | --------- |
| Urvashi Dholakia   | Actrice de télévision                                      | 1           | 97          | Vainqueur |
| Imam Siddique      | Styliste et personnalité de télévision                     | 42          | 97          | Deuxième  |
| Sana Khan          | Actrice, mannequin et danseuse                             | 1           | 97          | Troisième |
| Niketan Madhok     | Mannequin devenu producteur                                | 1           | 97          | Quatrième |
| Rajeev Paul        | Acteur de télévision                                       | 1           | 96          | Éliminé   |
| Delnaaz Irani      | Actrice                                                    | 1           | 94          | Éliminée  |
| Sapna Bhavnani     | Coiffeuse de célébrités                                    | 1           | 90          | Éliminée  |
| Aashka Goradia     | Actrice                                                    | 1           | 83          | Éliminée  |
| Karishma Kotak     | Présentatrice de télévision, mannequin et actrice anglaise | 41          | 80          | Éliminée  |
| Karishma Kotak     | Présentatrice de télévision, mannequin et actrice anglaise | 1           | 24          | Abandon   |
| Vishal Karwal      | Acteur                                                     | 34          | 76          | Éliminé   |
| Santosh Shukla     | Acteur                                                     | 46          | 69          | Éliminé   |
| Dinesh Lal Yadav   | Acteur, chanteur et producteur                             | 42          | 66          | Éliminé   |
| Dinesh Lal Yadav   | Acteur, chanteur et producteur                             | 1           | 6           | Éliminé   |
| Mink Brar          | Actrice et productrice germano-indienne                    | 29          | 62          | Éliminée  |
| Vrajesh Hirjee     | Acteur comique                                             | 1           | 62          | Éliminé   |
| Jyoti Amge         | Plus petite femme vivante au monde                         | 42          | 47          | Invitée   |
| Navjot Singh Sidhu | Personnalité politique                                     | 1           | 34          | Abandon   |
| Sampat Pal Devi    | Femme politique et militante                               | 1           | 34          | Éliminée  |
| Aseem Trivedi      | Dessinateur humoristique                                   | 1           | 27          | Éliminé   |
| Sayantani Ghosh    | Actrice                                                    | 1           | 20          | Éliminée  |
| Kashif Qureshi     | Non célèbre                                                | 1           | 13          | Éliminée  |

### Saison 7 (2013)
La saison 7 a été diffusée du 15 septembre 2013 au 28 décembre 2013.
| Colocataire        | Occupation                       | Entrée jour | Sortie jour | Résultat  |
| ------------------ | -------------------------------- | ----------- | ----------- | --------- |
| Gauhar Khan        | Mannequin                        | 45          | 104         | Vainqueur |
| Gauhar Khan        | Mannequin                        | 1           | 44          | Abandon   |
| Tanisha Mukerji    | Actrice                          | 1           | 104         | Deuxième  |
| Ajaz Khan          | Acteur                           | 42          | 104         | Troisième |
| Sangram Singh      | Lutteur professionnel            | 1           | 104         | Quatrième |
| Andy Kumar         | Personnalité de la télévision    | 1           | 101         | Éliminé   |
| Armaan Kohli       | Acteur                           | 1           | 98          | Éliminé   |
| Kushal Tandon      | Mannequin et acteur              | 66          | 94          | Éliminée  |
| Kushal Tandon      | Mannequin et acteur              | 1           | 44          | Exclu     |
| Kamya Panjabi      | Actrice de télévision            | 1           | 91          | Éliminée  |
| Sofia Hayat        | Actrice                          | 45          | 84          | Éliminée  |
| Elli Avram         | Actrice grecque suédoise         | 1           | 70          | Éliminée  |
| Pratyusha Banerjee | Actrice de télévision            | 1           | 63          | Éliminée  |
| Candy Brar         | Ancienne mannequin               | 42          | 56          | Éliminée  |
| Apurva Agnihotri   | Acteur                           | 1           | 49          | Éliminé   |
| Asif Azim          | Mannequin                        | 11          | 42          | Éliminé   |
| Vivek Mishra       | Mannequin                        | 32          | 38          | Éliminé   |
| Shilpa Sakhlani    | Actrice                          | 1           | 35          | Éliminée  |
| Ratan Rajput       | Actrice et vedette de télévision | 1           | 28          | Éliminée  |
| Anita Advani       | Non célèbre                      | 1           | 21          | Éliminée  |
| Rajat Rawail       | Producteur de film               | 1           | 14          | Éliminé   |
| Hazel Keech        | Mannequin britannique mauricien  | 1           | 7           | Éliminée  |

### Saison 8 (2014-15)
La saison 8 a été diffusée du 21 septembre 2014 au 3 janvier 2014.
Pour cette saison, aucun vainqueur ne sera élu. En effet les finalistes seront qualifiés pour participer à la saison spéciale Halla Bol, avec d'anciens colocataires des saisons précédentes. Cela ressemble à Ultimate Big Brother.
| Colocataire       | Occupation                                               | Entrée jour | Sortie jour | Résultat  |
| ----------------- | -------------------------------------------------------- | ----------- | ----------- | --------- |
| Karishma Tanna    | Actrice, mannequin et animatrice de télévision           | 1           | 104         | Finaliste |
| Pritam Singh RJ   | Animateur de télévision                                  | 1           | 104         | Finaliste |
| Gautam Gulati     | Acteur                                                   | 1           | 104         | Finaliste |
| Ali Quli Mirza    | Acteur et chanteur                                       | 24          | 104         | Finaliste |
| Dimpy Ganguly     | Mannequin                                                | 47          | 104         | Finaliste |
| Puneet Issar      | Acteur                                                   | 45          | 104         | Éliminé   |
| Puneet Issar      | Acteur                                                   | 1           | 44          | Exclu     |
| Sonali Raut       | Mannequin et actrice                                     | 11          | 104         | Éliminée  |
| Sonali Raut       | Mannequin et actrice                                     | 1           | 7           | Éliminée  |
| Upen Patel        | Mannequin                                                | 1           | 102         | Éliminé   |
| Praneet Bhat      | Acteur                                                   | 1           | 90          | Éliminé   |
| Diandra Soares    | Mannequin, créatrice de mode et animatrice de télévision | 1           | 84          | Éliminée  |
| Renee Dhyani      | Vedette de télévision                                    | 47          | 70          | Éliminée  |
| Nigaar Khan       | Actrice                                                  | 50          | 63          | Éliminée  |
| Aarya Babbar      | Acteur                                                   | 1           | 56          | Éliminé   |
| Sushant Divgikar  | Mannequin, acteur, et chanteur                           | 1           | 49          | Éliminé   |
| Minissha Lamba    | Actrice                                                  | 1           | 42          | Éliminée  |
| Soni Singh        | Actrice de télévision                                    | 1           | 35          | Éliminée  |
| Natasha Stankovic | Mannequin                                                | 1           | 28          | Éliminée  |
| Deepshikha Nagpal | Actrice et réalisatrice                                  | 1           | 21          | Éliminée  |
| Sukirti Kandpal   | Actrice                                                  | 1           | 14          | Éliminée  |

### Halla Bol(2015)
Cette saison spéciale a été diffusée du 3 janvier 2015 au 31 janvier 2015.
Cette saison réunit les finalistes (appelés "champions") de la saison 8, ainsi que d'anciens participants des saisons précédentes (appelés "challengers").
| Colocataire    | Historique dans Bigg Boss     | Entrée jour | Sortie jour | Résultat  |
| -------------- | ----------------------------- | ----------- | ----------- | --------- |
| Gautam Gulati  | Finaliste de la saison 8      | 1           | 28          | Vainqueur |
| Karishma Tanna | Finaliste de la saison 8      | 1           | 28          | Deuxième  |
| Pritam Singh   | Finaliste de la saison 8      | 1           | 28          | Troisième |
| Dimpy Ganguly  | Finaliste de la saison 8      | 1           | 28          | Quatrième |
| Ali Quli Mirza | Finaliste de la saison 8      | 1           | 28          | Cinquième |
| Sambhavna Seth | Candidate de la saison 2      | 1           | 24          | Éliminée  |
| Rahul Mahajan  | Candidat exclu de la saison 2 | 1           | 21          | Éliminé   |
| Mahek Chahal   | Deuxième de la saison 5       | 1           | 17          | Éliminée  |
| Sana Khan      | Troisième de la saison 6      | 1           | 14          | Éliminée  |
| Ajaz Khan      | Troisième de la saison 7      | 1           | 2           | Éliminée  |

### Saison 9 (2015-16)
La saison 9 a été diffusée du 11 octobre 2015 au 23 janvier 2016.
| Colocataire           | Occupation                                         | Entrée jour | Sortie jour | Résultat  |
| --------------------- | -------------------------------------------------- | ----------- | ----------- | --------- |
| Prince Narula         | Mannequin et vedette de télévision                 | 1           | 104         | Vainqueur |
| Rishabh Sinha         | Acteur                                             | 22          | 104         | Deuxième  |
| Mandana Karimi        | Actrice iranienne                                  | 1           | 104         | Troisième |
| Rochelle Rao          | Miss Inde International 2012                       | 1           | 104         | Quatrième |
| Keith Sequeira        | Acteur                                             | 41          | 101         | Éliminée  |
| Keith Sequeira        | Acteur                                             | 1           | 26          | Abandon   |
| Priya Malik           | Candidate de Big Brother Australie 2014            | 42          | 97          | Éliminée  |
| Kishwer Merchant      | Actrice                                            | 1           | 89          | Abandon   |
| Suyyash Rai           | Acteur                                             | 1           | 83          | Éliminé   |
| Nora Fatehi           | Danseuse, mannequin et actrice canado-marocaine    | 58          | 83          | Éliminée  |
| Gizele Thakral        | Actrice                                            | 58          | 77          | Éliminée  |
| Kawaljeet Singh       | Designer                                           | 40          | 63          | Éliminé   |
| Digangana Suryavanshi | Actrice                                            | 1           | 57          | Éliminée  |
| Rimi Sen              | Actrice                                            | 1           | 50          | Éliminée  |
| Aman Verma            | Acteur et animateur de télévision dont Indian Idol | 1           | 42          | Éliminé   |
| Puneet Vashist        | Acteur                                             | 25          | 35          | Éliminé   |
| Yuvika Chaudhary      | Actrice                                            | 1           | 28          | Éliminée  |
| Vikas Bhalla          | Acteur                                             | 1           | 21          | Éliminé   |
| Arvind Vegda          | Chanteur                                           | 1           | 20          | Éliminé   |
| Roopal Tyagi          | Chorégraphe                                        | 1           | 14          | Éliminée  |
| Ankit Gera            | Acteur                                             | 1           | 7           | Éliminé   |

### Saison 10 (2016-17)
La saison 10 a été diffusée du 16 octobre 2016 au 29 janvier 2017.
| Colocataire                | Occupation                                                  | Entrée jour | Sortie jour | Résultat  |
| -------------------------- | ----------------------------------------------------------- | ----------- | ----------- | --------- |
| Manveer Gurjar             | Non célèbre                                                 | 1           | 105         | Vainqueur |
| Gurbani Judge              | Modèle de fitness, actrice et un présentatrice de MTV India | 1           | 105         | Deuxième  |
| Lopamudra Raut             | Mannequin                                                   | 1           | 105         | Troisième |
| Manu Punjabi               | Non célèbre                                                 | 59          | 105         | Abandon   |
| Manu Punjabi               | Non célèbre                                                 | 1           | 44          | Abandon   |
| Rohan Mehra                | Acteur de télévision                                        | 1           | 102         | Éliminé   |
| Antara « Monalisa » Biswas | Actrice                                                     | 1           | 97          | Éliminée  |
| Nitibha Kaul               | Non célèbre                                                 | 1           | 90          | Éliminée  |
| Swami Om                   | Non célèbre                                                 | 1           | 81          | Exclu     |
| Gaurav Chopra              | Acteur de télévision                                        | 1           | 78          | Éliminé   |
| Priyanka Jagga             | Non célèbre                                                 | 42          | 69          | Exclue    |
| Priyanka Jagga             | Non célèbre                                                 | 1           | 7           | Éliminée  |
| Rahul Dev                  | Acteur                                                      | 1           | 63          | Éliminé   |
| Sahil Anand                | Acteur dont Student of the Year                             | 42          | 56          | Éliminé   |
| Jason Shah                 | Acteur et modèle de fitness britannique et indien           | 42          | 55          | Abandon   |
| Elena Kazan                | Actrice germano-russe                                       | 42          | 49          | Éliminée  |
| Lokesh Kumari Sharma       | Non célèbre                                                 | 1           | 35          | Éliminé   |
| Karan Mehra                | Acteur                                                      | 1           | 34          | Éliminé   |
| Navin Prakash              | Non célèbre                                                 | 1           | 27          | Éliminé   |
| Akanksha Sharma            | Non célèbre                                                 | 1           | 13          | Éliminée  |

### Saison 11 (2017-18)
La saison 11 a été diffusée du 1er octobre 2017 au 18 janvier 2018.
C’est la saison qui a fait les meilleures audiences depuis la création de Bigg Boss.
| Colocataire         | Occupation                            | Entrée jour | Sortie jour | Résultat                     |
| ------------------- | ------------------------------------- | ----------- | ----------- | ---------------------------- |
| Shilpa Shinde       | Actrice                               | 1           | 105         | Vainqueur                    |
| Hina Khan           | Actrice                               | 1           | 105         | Deuxième                     |
| Vikas Gupta         | Producteur                            | 1           | 105         | Troisième                    |
| Puneesh Sharma      | Non célèbre                           | 1           | 105         | Quatrième                    |
| Akash Dandlani      | Non célèbre                           | 1           | 102         | Éliminé                      |
| Luv Tyagi           | Non célèbre                           | 1           | 98          | Éliminé                      |
| Priyank Sharma      | Personnalité de télévision et danseur | 26          | 90          | Éliminé                      |
| Priyank Sharma      | Personnalité de télévision et danseur | 1           | 6           | Exclu                        |
| Arshi Khan          | Non célèbre                           | 1           | 82          | Éliminée                     |
| Hiten Tejwani       | Acteur                                | 1           | 77          | Éliminé par les colocataires |
| Bandgi Kalra        | Non célèbre                           | 1           | 63          | Éliminé                      |
| Sapna Choudhary     | Danseuse                              | 1           | 56          | Éliminée                     |
| Benafsha Soonawalla | Vidéo-jockey                          | 1           | 49          | Éliminée                     |
| Sabyasachi Satpathy | Non célèbre                           | 1           | 42          | Éliminé                      |
| Mehjabi Siddiqui    | Non célèbre                           | 1           | 42          | Éliminée                     |
| Pooja               | Chanteuse                             | 21          | 35          | Éliminée                     |
| Jyoti Kumari        | Non célèbre                           | 1           | 28          | Éliminé                      |
| Lucinda Nicholas    | Non célèbre                           | 1           | 15          | Éliminée                     |
| Sshivani Durga      | Non célèbre                           | 1           | 14          | Éliminée                     |
| Zubair Khan         | Non célèbre                           | 1           | 7           | Éliminé                      |

### Saison 12 (2018)
La saison 11 a été diffusée du 16 septembre 2018 au 30 décembre 2018.
Megha Dhade a remporté la première saison de Bigg Boss Marathi en 2018.
| Colocataire              | Occupation           | Entrée jour | Sortie jour | Résultat                      |
| ------------------------ | -------------------- | ----------- | ----------- | ----------------------------- |
| Dipika Kakar             | Actrice              | 1           | 105         | Vainqueur                     |
| Shanthakumaran Sreesanth | Joueur de cricket    | 1           | 105         | Deuxième                      |
| Deepak Thakur            | Non célèbre          | 1           | 105         | Troisième                     |
| Romil Chaudhary          | Non célèbre          | 15          | 105         | Quatrième                     |
| Romil Chaudhary          | Non célèbre          | 1           | 14          | Éliminé                       |
| Karanvir Bohra           | Acteur               | 1           | 105         | Cinquième                     |
| Surbhi Rana              | Non célèbre          | 15          | 102         | Éliminée                      |
| Somi Khan                | Non célèbre          | 1           | 98          | Éliminée                      |
| Rohit Suchanti           | Acteur               | 36          | 91          | Éliminé                       |
| Megha Dhade              | Actrice              | 36          | 82          | Éliminée                      |
| Jasleen Matharu          | Non célèbre          | 1           | 82          | Éliminée                      |
| Srishty Rode             | Actrice              | 1           | 70          | Éliminée                      |
| Shivashish Mishra        | Non célèbre          | 1           | 62          | Exclu                         |
| Urvashi Vani             | Non célèbre          | 1           | 49          | Éliminée par les colocataires |
| Saba Khan                | Non célèbre          | 1           | 42          | Éliminée                      |
| Anup Jalota              | Chanteur et musicien | 1           | 42          | Éliminé                       |
| Saurabh Patel            | Non célèbre          | 1           | 35          | Éliminé                       |
| Neha Pendse              | Actrice              | 1           | 28          | Éliminée                      |
| Nirmal Singh             | Non célèbre          | 1           | 14          | Éliminé                       |
| Kriti Verma              | Non célèbre          | 1           | 13          | Éliminée                      |
| Roshmi Banik             | Non célèbre          | 1           | 13          | Éliminée                      |
| Mital Joshi              | Non célèbre          | 1           | 1           | Non sélectionnée              |

### Saison 13 (2019-20)
La saison 13 a été diffusée du 29 septembre 2019 au 15 février 2020.
Avec l'arrivée de Madhurima Tuli, la 21e candidate, cela fait de cette saison, la saison avec le plus grand nombre de participants. De plus, elle est l'ancienne compagne de Vishal Aditya Singh.
Le 71e jour marque de nouveau un record et une nouveauté: Vikas Gupta devient le 22e candidat, et est le premier à participer une deuxième fois. Il était finaliste de la saison 11. Cela a déjà été le cas dans la version anglaise, Celebrity Big Brother, lors de la saison 19 où d’anciens participants été entrés en jeu une deuxième fois. Finalement, il quitte le jeu le 87e jour, ayant accompli la totalité de sa durée prévue.
| Colocataire             | Occupation                                | Entrée jour | Sortie jour | Résultat  |
| ----------------------- | ----------------------------------------- | ----------- | ----------- | --------- |
| Siddharth Shukla        | Acteur et mannequin                       | 1           | 140         | Vainqueur |
| Asim Riaz               | Mannequin                                 | 1           | 140         | Deuxième  |
| Shehnaaz Gill           | Chanteuse                                 | 1           | 140         | Troisième |
| Rashami Desai           | Actrice de télévision                     | 40          | 140         | Quatrième |
| Rashami Desai           | Actrice de télévision                     | 1           | 35          | Quatrième |
| Arti Singh              | Actrice de télévision et nièce de Govinda | 1           | 140         | Cinquième |
| Paras Chhabra           | Acteur de télévision                      | 72          | 140         | Sixième   |
| Paras Chhabra           | Acteur de télévision                      | 1           | 67          | Abandon   |
| Mahira Sharma           | Actrice de télévision                     | 1           | 137         | Éliminée  |
| Vishal Aditya Singh     | Acteur de télévision                      | 43          | 126         | Éliminé   |
| Shefali Zariwala        | Actrice                                   | 36          | 119         | Éliminée  |
| Madhurima Tuli          | Actrice de télévision                     | 65          | 112         | Exclue    |
| Shefali Bagga           | Journaliste                               | 65          | 99          | Éliminée  |
| Shefali Bagga           | Journaliste                               | 1           | 35          | Éliminée  |
| Arhaan Khan             | Mannequin et acteur                       | 65          | 92          | Éliminé   |
| Arhaan Khan             | Mannequin et acteur                       | 36          | 50          | Éliminé   |
| Vikas Gupta             | Finaliste de la saison 11                 | 71          | 87          | Invité    |
| Vikas Pathak            | Personnalité YouTube                      | 36          | 78          | Éliminé   |
| Himanshi Khurana        | Mannequin, actrice et chanteuse           | 36          | 71          | Éliminée  |
| Devoleena Bhattacharjee | Actrice de télévision                     | 40          | 63          | Abandon   |
| Devoleena Bhattacharjee | Actrice de télévision                     | 1           | 35          | Éliminée  |
| Khesari Lal Yadav       | Acteur et chanteur                        | 36          | 55          | Éliminé   |
| Tehseen Poonawalla      | Analyste politique et avocat              | 36          | 42          | Éliminé   |
| Siddharth Dey           | Écrivain                                  | 1           | 30          | Éliminé   |
| Abu Malik               | Chanteur et frère d'Anu Malik             | 1           | 22          | Éliminé   |
| Koena Mitra             | Actrice et mannequin                      | 1           | 14          | Éliminée  |
| Dalljiet Kaur           | Actrice de télévision                     | 1           | 13          | Éliminée  |

### Saison 14 (2020-21)
La saison 14 a été diffusée à partir du 3 octobre 2020.
- Rubina Dilaik et Abhinav Shukla sont mariés.
- Durant la première, trois anciens participants sont invités: Hina Khan (finaliste de Bigg Boss 11), Gauahar Khan (vainqueur de Bigg Boss 7) et Sidharth Shukla (vainqueur de Bigg Boss 13). Ils sont appelés alors "seniors". Tous trois quittent la maison au 18e jour.
- Le 65e jour voit le retour en compétition d'anciens candidats de précédentes saisons de Bigg Boss.
- Au 100e il ne reste plus que deux candidats entrés le soir du lancement, et à n'avoir jamais quitté la maison, à savoir le couple Rubina Dilaik et Abhinav Shukla.

| Colocataire             | Occupation                                 | Entrée jour | Sortie jour | Résultat                                  |
| ----------------------- | ------------------------------------------ | ----------- | ----------- | ----------------------------------------- |
| Rubina Dilaik           | Actrice et femme de Abhinav Shukla         | 1           | 143         | Vainqueur                                 |
| Rahul Vaidya            | Chanteur                                   | 74          | 143         | Deuxième                                  |
| Rahul Vaidya            | Chanteur                                   | 1           | 64          | Abandon                                   |
| Nikki Tamboli           | Actrice                                    | 70          | 143         | Troisième                                 |
| Nikki Tamboli           | Actrice                                    | 1           | 64          | Éliminée                                  |
| Aly Goni                | Acteur et personnalité médiatique          | 70          | 143         | Quatrième                                 |
| Aly Goni                | Acteur et personnalité médiatique          | 33          | 60          | Éliminé                                   |
| Rakhi Sawant            | Candidate de la saison 1                   | 70          | 143         | Cinquième                                 |
| Devoleena Bhattacharjee | Candidate de la saison 13                  | 108         | 134         | Éliminée                                  |
| Abhinav Shukla          | Mannequin, acteur et mari de Rubina Dilaik | 1           | 130         | Éliminé                                   |
| Arshi Khan              | Candidate de la saison 11                  | 66          | 127         | Éliminée                                  |
| Vikas Gupta             | Candidat des saisons 11 et 13              | 108         | 120         | Éliminé                                   |
| Vikas Gupta             | Candidat des saisons 11 et 13              | 80          | 102         | Abandon                                   |
| Vikas Gupta             | Candidat des saisons 11 et 13              | 65          | 72          | Exclu                                     |
| Sonali Phogat           | Politicienne et personnalité TikTok        | 81          | 114         | Éliminée                                  |
| Eijaz Khan              | Acteur                                     | 18          | 108         | Abandon                                   |
| Eijaz Khan              | Acteur                                     | 1           | 18          | Éliminé                                   |
| Jasmin Bhasin           | Actrice                                    | 1           | 99          | Éliminée                                  |
| Rahul Mahajan           | Candidat des saisons 2 et Halla Bol        | 66          | 93          | Éliminé                                   |
| Manu Punjabi            | Candidat de la saison 10                   | 66          | 80          | Abandon                                   |
| Kashmira Shah           | Candidate de la saison 1                   | 65          | 78          | Éliminée                                  |
| Kavita Kaushik          | Actrice                                    | 36          | 61          | Abandon                                   |
| Kavita Kaushik          | Actrice                                    | 22          | 31          | Éliminée                                  |
| Pavitra Punia           | Actrice de télévision                      | 18          | 57          | Éliminée                                  |
| Pavitra Punia           | Actrice de télévision                      | 1           | 18          | Éliminée                                  |
| Jaan Kumar Sanu         | Chanteur et fils de Kumar Sanu             | 1           | 50          | Éliminé                                   |
| Shardul Pandit          | Acteur, chanteur et jockey radio           | 22          | 43          | Éliminé                                   |
| Naina Singh             | Mannequin et actrice de télévision         | 22          | 36          | Éliminée                                  |
| Nishant Singh Malkani   | Mannequin et acteur de télévision          | 1           | 31          | Éliminé par les candidats                 |
| Sidharth Shukla         | Vainqueur de la saison 13                  | 1           | 18          | Invité (Senior)                           |
| Gauahar Khan            | Vainqueur de la saison 7                   | 1           | 18          | Invité (Senior)                           |
| Hina Khan               | Finaliste de la saison 11                  | 1           | 18          | Invitée (Senior)                          |
| Shehzad Deol            | Mannequin                                  | 1           | 18          | Éliminée par les Seniors et les candidats |
| Sara Gurpal             | Mannequin, actrice et chanteuse            | 1           | 10          | Éliminée par les Seniors                  |

### Over-The-Top(2021)
Bigg Boss : Over-The-Top est une saison spéciale, diffusée uniquement en streaming, qui a été diffusée du 8 août 2021 au 18 septembre 2021. Elle est animée par Karan Johar.
Cette saison est une première dans l'histoire de Bigg Boss, qu'il lance 6 semaines avant la version télévisée sur une plateforme Voot. Le thème de cette saison est "Restez connecté" et il y a 6 hommes et 7 femmes qui participent par paires, 1 candidat entre en jeu plus tard. S'ils sont capables de maintenir leur paire alors ils seront sauvés sinon les deux seront éliminés. Et cette fois, les créateurs ont lancé de nombreuses nouvelles fonctionnalités qui donneront des pouvoirs au public, telles que les nominations, les punitions et le bulletin.
Shamita Shetty et Raqesh Bapat sont en couple.
| Candidat        | Occupation                       | Entrée jour | Sortie jour | Résultat  |
| --------------- | -------------------------------- | ----------- | ----------- | --------- |
| Divya Agarwal   | Actrice, mannequin et danseuse   | 1           | 42          | Vainqueur |
| Nishant Bhat    | Chorégraphe                      | 1           | 42          | Deuxième  |
| Shamita Shetty  | Actrice et sœur de Shilpa Shetty | 1           | 42          | Troisième |
| Raqesh Bapat    | Acteur                           | 1           | 42          | Quatrième |
| Pratik Sehajpal | Personnalité médiatique          | 1           | 42          | Cinquième |
| Neha Bhasin     | Chanteuse                        | 1           | 39          | Éliminée  |
| Muskan Jattana  | Influenceuse                     | 1           | 36          | Éliminée  |
| Akshara Singh   | Actrice                          | 1           | 29          | Éliminée  |
| Millind Gaba    | Chanteur                         | 1           | 29          | Éliminé   |
| Nia Sharma      | Actrice                          | 25          | 26          | Invitée   |
| Zeeshan Khan    | Acteur de télévision             | 1           | 18          | Exclu     |
| Karan Nath      | Acteur                           | 1           | 15          | Éliminé   |
| Ridhima Pandit  | Actrice et mannequin             | 1           | 15          | Éliminée  |
| Urfi Javed      | Actrice de télévision            | 1           | 8           | Éliminée  |

- Shamita a participé à la saison 3. Elle était en compétition du 1re au 42e jour, mais avait décidé d'abandonner. Sa sœur avait présenté la saison 2, et avait remporté la saison 5 de la version aglaise.

### Saison 15 (2021-22)
La saison 15 a été diffusée du 19 septembre 2021 au 30 janvier 2022. Elle est de nouveau présenté par Salman Khan.
Shamita Shetty et Raqesh Bapat sont en couple, et Rakhi Sawant et Ritesh sont mariés. 
| Candidat                | Occupation                                             | Entrée jour | Sortie jour | Résultat                        |
| ----------------------- | ------------------------------------------------------ | ----------- | ----------- | ------------------------------- |
| Tejasswi Prakash        | Actrice de télévision                                  | 1           | 119         | Vainqueur                       |
| Pratik Sehajpal         | Retour de Bigg Boss OTT                                | 1           | 119         | Deuxième                        |
| Karan Kundra            | Acteur de télévision et mannequin                      | 1           | 119         | Troisième                       |
| Shamita Shetty          | Retour de Bigg Boss 3 et Bigg Boss OTT                 | 50          | 119         | Quatrième                       |
| Shamita Shetty          | Retour de Bigg Boss 3 et Bigg Boss OTT                 | 1           | 44          | Abandon                         |
| Nishant Bhat            | Retour de Bigg Boss OTT                                | 1           | 119         | Cinquième                       |
| Rashami Desai           | Retour de Bigg Boss 13                                 | 56          | 119         | Sixième                         |
| Rakhi Sawant            | Retour de Bigg Boss 1 et 14                            | 56          | 116         | Éliminée                        |
| Abhijit Bichukale       | Politicien ayant participé à Bigg Boss Marathi 2       | 59          | 114         | Éliminé                         |
| Devoleena Bhattacharjee | Retour de Bigg Boss 13 et 14                           | 56          | 114         | Éliminée                        |
| Umar Riaz               | Non célèbre                                            | 1           | 99          | Exclu                           |
| Rajiv Adatia            | Ancien mannequin et entrepreneur                       | 24          | 78          | Éliminé                         |
| Ritesh                  | Mari de Rakhi Sawant                                   | 56          | 78          | Éliminé                         |
| Jay Bhanushali          | Acteur et animateur de télévision                      | 1           | 56          | Éliminé                         |
| Neha Bhasin             | Retour de Bigg Boss OTT                                | 35          | 56          | Éliminée                        |
| Vishal Kotian           | Acteur de télévision et mannequin                      | 1           | 56          | Éliminé                         |
| Simba Nagpal            | Acteur de télévision et mannequin                      | 1           | 53          | Éliminé (par les colocataires)  |
| Afsana Khan             | Chanteuse et actrice                                   | 1           | 40          | Exclue                          |
| Raqesh Bapat            | Retour de Bigg Boss OTT                                | 35          | 40          | Abandon                         |
| Ieshaan Sehgal          | Acteur de télévision et mannequin                      | 1           | 37          | Éliminé                         |
| Miesha Iyer             | Vedette de télévision, actrice, chanteuse et mannequin | 1           | 36          | Éliminée                        |
| Akasa Singh             | Chanteuse                                              | 1           | 29          | Éliminée                        |
| Donal Bisht             | Actrice de télévision et mannequin                     | 1           | 18          | Éliminée (par les colocataires) |
| Vidhi Pandya            | Actrice de télévision                                  | 1           | 18          | Éliminée (par les colocataires) |
| Sahil Shroff            | Acteur et mannequin                                    | 1           | 8           | Éliminée                        |

### Saison 16 (2022-23)
La saison 16 a été diffusée à partir du 1er octobre 2022. Elle est de nouveau présenté par Salman Khan.
| Candidat                  | Occupation                       | Entrée jour | Sortie jour | Résultat       |
| ------------------------- | -------------------------------- | ----------- | ----------- | -------------- |
| Abdu Rozik                | Chanteur et boxeur               | 85          |             | Dans la maison |
| Abdu Rozik                | Chanteur et boxeur               | 1           | 77          | Abandon        |
| Archana Gautam            | Actrice                          | 42          |             | Dans la maison |
| Archana Gautam            | Actrice                          | 1           | 40          | Exclue         |
| MC Stan                   | Rappeur                          | 1           |             | Dans la maison |
| Nimrit Kaur Ahluwalia     | Actrice et mannequin             | 1           |             | Dans la maison |
| Priyanka Chahar Choudhary | Actrice                          | 1           |             | Dans la maison |
| Sajid Khan                | Réalisateur                      | 1           |             | Dans la maison |
| Shalin Bhanot             | Acteur                           | 1           |             | Dans la maison |
| Shiv Thakare              | Vainqueur de Bigg Boss Marathi 2 | 1           |             | Dans la maison |
| Soundarya Sharma          | Actrice et mannequin             | 1           |             | Dans la maison |
| Sreejita De               | Actrice                          | 68          |             | Dans la maison |
| Sreejita De               | Actrice                          | 1           | 13          | Dans la maison |
| Sumbul Touqeer Khan       | Actrice                          | 1           |             | Dans la maison |
| Tina Datta                | Actrice                          | 71          |             | Dans la maison |
| Tina Datta                | Actrice                          | 33          | 70          | Éliminée       |
| Tina Datta                | Actrice                          | 1           | 33          | Abandon        |
| Vikkas Manaktala          | Acteur                           | 69          | 90          | Éliminé        |
| Ankit Gupta               | Acteur                           | 1           | 84          | Éliminé        |
| Gautam Singh Vig          | Acteur                           | 1           | 48          | Éliminé        |
| Gori Nagori               | Danseuse                         | 1           | 42          | Éliminée       |
| Manya Singh               | Mannequin                        | 1           | 21          | Éliminée       |

## Les célébrités invités
| Invités               | Pays d'origine    | Saison | Nombre de jours |
| --------------------- | ----------------- | ------ | --------------- |
| Ali Merchant          | Inde              | 4      | 11              |
| Pamela Anderson       | Canada États-Unis | 4      | 3               |
| Swami Agnivesh        | Inde              | 5      | 3               |
| Andrew Symonds        | Australie         | 5      | 7               |
| Yamamotoyama Ryūta    | Japon             | 5      | 1               |
| Jyoti Amge            | Inde              | 6      | 3               |
| Deepika Padukone      | Inde              | 10     | 1               |
| Vikrant Singh Rajpoot | Inde              | 10     | 3               |
| Ameesha Patel         | Inde              | 13     | 2               |
| Vikas Gupta           | Inde              | 13     | 16              |
| Gauahar Khan          | Inde              | 14     | 18              |
| Hina Khan             | Inde              | 14     | 18              |
| Sidharth Shukla       | Inde              | 14     | 18              |

## Bigg Boss Kannada (2013- )
| Saison | Présentation | Chaine         | Date            | Date            | Nombre de jours | Nombre de colocataires | Vainqueur         | Deuxième      |
| Saison | Présentation | Chaine         | Lancement       | Finale          | Nombre de jours | Nombre de colocataires | Vainqueur         | Deuxième      |
| ------ | ------------ | -------------- | --------------- | --------------- | --------------- | ---------------------- | ----------------- | ------------- |
| 1      | Sudeep       | ETV Kannada    | 24 mars 2013    | 30 juin 2013    | 98              | 15                     | Vijay Raghavendra | Arun Sagar    |
| 2      | Sudeep       | Suvarna TV     | 29 juin 2014    | 5 octobre 2014  | 98              | 15                     | Akul Balaji       | Srujan Lokesh |
| 3      | Sudeep       | Colors Kannada | 25 octobre 2015 | 31 janvier 2016 | 98              | 18                     | Shruti            | Chandan Kumar |
| 4      | Sudeep       | Colors Kannada | 9 octobre 2016  | 29 janvier 2017 | 112             | 18                     | Pratham           | Keerthi Kumar |
| 5      | Sudeep       | Colors Super   | 15 octobre 2017 | 28 janvier 2018 | 106             | 19                     | Chandan Shetty    | Diwakar       |
| 6      | Sudeep       | Colors Super   | 21 octobre 2018 | 27 janvier 2019 | 99              | 18                     | Shashi            | Naveen        |

## Bigg Boss Bangla (2013-16)
| Saison | Présentation        | Date de lancement | Date de la finale | Nombre de jours | Nombre de colocataires | Vainqueur       | Deuxième       |
| ------ | ------------------- | ----------------- | ----------------- | --------------- | ---------------------- | --------------- | -------------- |
| 1      | Mithun Chakraborthy | 17 juin 2013      | 14 septembre 2013 | 91              | 15                     | Aneek Dhar      | Rudranil Ghosh |
| 2      | Jeet                | 4 avril 2016      | 15 juin 2016      | 97              | 15                     | Joyjit Banerjee | Priya Paul     |

## Bigg Boss Tamil (2017- )
| Saison   | Présentation | Date de lancement | Date de la finale | Nombre de jours | Nombre de colocataires | Vainqueur      | Deuxième           |
| -------- | ------------ | ----------------- | ----------------- | --------------- | ---------------------- | -------------- | ------------------ |
| 1        | Kamal Haasan | 25 juin 2017      | 30 septembre 2017 | 98              | 19                     | Aarav          | Snehan             |
| 2        | Kamal Haasan | 17 juin 2018      | 30 septembre 2018 | 105             | 17                     | Riythvika      | Aishwarya Dutta    |
| 3        | Kamal Haasan | 23 juin 2019      | 06 octobre 2019   | 105             | 17                     | Mugen Rao      | Sandy              |
| 4        | Kamal Haasan | 4 octobre 2020    | 17 janvier 2021   | 106             | 18                     | Aari Arjunan   | Balaji Murgadoss   |
| 5        | Kamal Haasan | 3 octobre 2021    | 16 janvier 2022   | 106             | 20                     | Raju Jeyamohan | Priyanka Desphande |
| Ultimate | Silambarasan | 30 janvier 2022   | 10 avril 2022     | 70              | 15                     |                |                    |

## Bigg Boss Telugu (2017- )
| Saison | Présentation       | Date de lancement | Date de la finale | Nombre de jours | Nombre de caméras | Nombre de colocataires | Audience de lancement | Audience de la finale | Vainqueur     | Deuxième            |
| ------ | ------------------ | ----------------- | ----------------- | --------------- | ----------------- | ---------------------- | --------------------- | --------------------- | ------------- | ------------------- |
| 1      | Jr. NTR            | 16 juillet 2017   | 24 septembre 2017 | 70              | 60                | 16                     | 16.2 TRP              | 13.2 TRP              | Siva Balaji   | Aadarsh Balakrishna |
| 2      | Nani               | 10 juin 2018      | 30 septembre 2018 | 112             | 96                | 18                     | 15.1 TRP              | 10.7 TRP              | Kaushal Manda | Geetha Madhuri      |
| 3      | Akkineni Nagarjuna | 21 juillet 2019   | 29 octobre 2019   | 100             | 64                | 17                     | 17.92 TRP             |                       |               |                     |

## Bigg Boss Marathi (2018- )
L'animateur Mahesh Manjrekar est connu mondialement pour son rôle dans le film de Danny Boyle Slumdog Millionaire.
| Saison | Présentation     | Date de lancement | Date de la finale  | Nombre de jours | Nombre de colocataires | Vainqueur   | Deuxième     |
| ------ | ---------------- | ----------------- | ------------------ | --------------- | ---------------------- | ----------- | ------------ |
| 1      | Mahesh Manjrekar | 15 avril 2018     | 22 juillet 2018    | 98              | 18                     | Megha Dhade | Pushkar Jog  |
| 2      | Mahesh Manjrekar | 26 mai 2019       | 1er septembre 2019 | 98              | 17                     | Shiv Thakre | Neha Shitole |

### Saison 1 (2018)
La saison 1 a été diffusée du 15 avril 2018 au 22 juillet 2018.
Megha Dhade participera plus tard dans l'année à la 12e saison de Bigg Boss Hindi.
| Colocataire          | Occupation                | Entrée jour | Sortie jour | Résultat  |
| -------------------- | ------------------------- | ----------- | ----------- | --------- |
| Megha Dhade          | Actrice                   | 1           | 98          | Vainqueur |
| Pushkar Jog          | Acteur et producteur      | 1           | 98          | Deuxième  |
| Smita Gondkar        | Actrice et mannequin      | 1           | 98          | Troisième |
| Sai Lokur            | Actrice et mannequin      | 1           | 98          | Quatrième |
| Aastad Kale          | Acteur et chanteur        | 1           | 98          | Cinquième |
| Sharmishtha Raut     | Actrice                   | 39          | 98          | Sixième   |
| Resham Tipnis        | Actrice                   | 1           | 90          | Éliminée  |
| Nandkishor Chaughule | Acteur                    | 50          | 84          | Éliminé   |
| Usha Nadkarni        | Actrice                   | 1           | 77          | Éliminée  |
| Bhushan Kadu         | Acteur                    | 1           | 63          | Éliminé   |
| Tyagraj Khadilkar    | Acteur et chanteur        | 40          | 56          | Éliminé   |
| Sushant Shelar       | Acteur                    | 1           | 52          | Abandon   |
| Jui Gadkari          | Actrice                   | 1           | 49          | Éliminée  |
| Harshada Khanvilkar  | Actrice                   | 32          | 38          | Invitée   |
| Rutuja Dharmadhikari | Actrice                   | 1           | 36          | Abandon   |
| Rajesh Shringarpure  | Acteur                    | 1           | 35          | Éliminé   |
| Anil Thatte          | Journaliste et astrologue | 1           | 28          | Éliminé   |
| Vineet Bhonde        | Acteur                    | 1           | 14          | Éliminé   |
| Aarti Solanki        | Comédienne                | 1           | 7           | Éliminée  |

### Saison 2 (2019)
La saison 2 est diffusée entre le 26 mai 2019 et le 1er septembre 2019.
| Colocataire       | Occupation                    | Entrée jour | Sortie jour | Statut    |
| ----------------- | ----------------------------- | ----------- | ----------- | --------- |
| Shiv Thakre       | Vedette de télévision sur MTV | 1           | 98          | Vainqueur |
| Neha Shitole      | Actrice                       | 1           | 98          | Deuxième  |
| Veena Jagtap      | Actrice                       | 1           | 98          | Troisième |
| Shivani Surve     | Actrice                       | 48          | 98          | Quatrième |
| Shivani Surve     | Actrice                       | 1           | 20          | Abandon   |
| Kishori Shahane   | Actrice et danseuse           | 1           | 98          | Cinquième |
| Aroh Welankar     | Acteur                        | 55          | 98          | Sixième   |
| Abhijit Bichukale | Politicien                    | 64          | 92          | Invité    |
| Abhijit Bichukale | Politicien                    | 1           | 26          | Exclu     |
| Heena Panchal     | Actrice                       | 20          | 84          | Éliminée  |
| Abhijit Kelkar    | Acteur                        | 1           | 77          | Éliminé   |
| Rupali Bhosale    | Actrice de télévision         | 1           | 70          | Éliminée  |
| Madhav Deochake   | Acteur                        | 1           | 64          | Éliminé   |
| Vaishali Mhade    | Chanteuse                     | 1           | 56          | Éliminée  |
| Surekha Punekar   | Actrice                       | 1           | 42          | Éliminée  |
| Parag Kanhere     | Chef cuisinier                | 1           | 36          | Exclu     |
| Vidyadhar Joshi   | Acteur                        | 1           | 28          | Éliminé   |
| Digambar Naik     | Acteur                        | 1           | 21          | Éliminé   |
| maitthily Jawkar  | Actrice                       | 1           | 14          | Éliminée  |

## Bigg Boss Malayalam (2018)
| Saison | Présentation | Launch date    | Final date        | Nombre de jours | Nombre de caméras | Nombre de colocataires | Vainqueur         | Deuxième      |
| ------ | ------------ | -------------- | ----------------- | --------------- | ----------------- | ---------------------- | ----------------- | ------------- |
| 1      | Mohanlal     | 24 juin 2018   | 30 septembre 2018 | 98              | 60                | 18                     | Sabumon Abdusamad | Pearle Maaney |
| 2      | Mohanlal     | 5 janvier 2020 | 12 avril 2020     | 106             | 60                | TBA                    | TBA               | TBA           |